# Шкереберть (фільм)
«Шкереберть» (англ. Double Whammy) — фільм в жанрах комедії і кримінальної драми режисера Тома ДіЧілло. Інший переклад назви — «Подвійна осічка».

## Зміст
Напарники Рей Плуто і Джері Каббінс, які мають намір викоренити злочинність в Нью-Йорку, не блищать успіхами. До того ж, замість пістолета у Плуто стріляє поперек. Причому, у найбільш відповідальний момент. Хто знає, може і довелося б їм здавати свої жетони, якби серед бандитів не було скільки завгодно невдах дужчих, ніж вони!
Разом зі своїм напарником Джеррі Каббінс вони постійно потрапляють в комічні ситуації. На додаток до всього Плуто стає посміховиськом для всього міста, коли під час збройного нападу маніяка-вбивці в «забігайлівці», яке відбувається на його очах, в самий невідповідний момент дає про себе знати хвора спина. З посади детектива Рея Плуто відправляють патрульним у спокійний квартал. Але одного разу його приятель Хуан одержує ножове поранення при підозрілому пограбуванні. Плуто, не дивлячись на ризик для поліцейської кар'єри, вирішує провести власне розслідування.

## Ролі
| Актор          | Роль              |
| -------------- | ----------------- |
| Деніс Лірі     | Рей Плуто         |
| Елізабет Герлі | Енн Бімер         |
| Луїс Гузман    | Хуан Бенітес      |
| Віктор Арго    | Спайгот           |
| Кріс Нот       | Чик Дімітрі       |
| Дональд Фейсон | Клетіс            |
| Кейт Ноббс     | Дюк               |
| Стів Бушемі    | Джеррі Каббінс    |
| Мелоні Діаз    | Мерібелль Бенітес |
| Джеррі Бамман  | Мер               |

## Знімальна група
- Режисер — Том ДіЧілло
- Сценарист — Том ДіЧілло
- Продюсер — Ларрі Кац, Девід Кроунмейєр, Джим Серпико